# Estádio Antônio Braz Sessim
O Estádio Municipal Antônio Braz Sessim, por vezes chamado de Sessinzão, é um estádio de futebol localizado no município de Cidreira no estado do Rio Grande do Sul. Possui capacidade para 17.000 pessoas. Este estádio do litoral gaúcho foi construído para que as equipes da capital do estado, Internacional e Grêmio pudessem mandar seus jogos durante o período de veraneio, mas isto só ocorreu algumas poucas vezes. O estádio está desativado desde 2010.

## Copa Internacional Renner
Em 1996, na cidade de Cidreira, no Rio Grande do Sul. A taça internacional contou com a participação de Grêmio (BRA), Sport (BRA), Nacional (URU) e Cerro Porteño (PAR). O Grêmio eliminou o Nacional por 3 x 2, enquanto o Sport venceu o Cerro por 2 x 0. Na final, após um empate em 2 x 2 no tempo normal entre as equipes brasileiras, o Tricolor Gaúcho venceu nos pênaltis.
A segunda Copa Renner aconteceu em 1997, em Recife, Pernambuco. O torneio foi disputado na Ilha do Retiro, estádio pertencente ao Sport Club do Recife. Assim como no ano anterior, o Rubro-Negro pernambucano eliminou o Cerro Porteño na semifinal, também por 2 x 0. O Nacional enfrentou o Bahia, que entrou na vaga deixada pelo Grêmio. Mais uma vez os uruguaios não alcançaram a final. O Bahia goleou por 4 x 1. Na decisão entre os rivais nordestinos, o Bahia e Sport fizeram uma grande partida, que terminou empatada em 3 x 3, diante de 26.892 torcedores no estádio. Os baianos levaram a melhor no pênaltis, deixando novamente o Sport com o vice-campeonato da Copa Internacional Renner.

## Campeões
| Ano  | Sede          | Campeão | Vice  | resultado | pênaltis |
| ---- | ------------- | ------- | ----- | --------- | -------- |
| 1996 | Cidreira (RS) | Grêmio  | Sport | 2 a 2     | 4 a 2    |
| 1997 | Recife (PE)   | Bahia   | Sport | 3 a 3     | 5 a 4    |